# Joan III d'Armanyac
Joan III (ca. 1359 - Alessandria, 25 de juliol de 1391) va ser comte d'Armanyac, Fesenzac i Rodés, vescomte de Lomanha i Auvillars, vescomte de Carlat de 1384 a 1391. Era fill de Joan II el Geperut, comte d'Armanyac, de Fesenzac i de Rodés, i de Joana de Périgord.
El 14 de maig de 1378, Joan III es va casar amb Margarida de Comenge (1363 † 1443), comtessa de Comenge (1363-1443). Van tenir dues filles:
- Joana, casada el 1409 amb Guillem Amanieu de Madaillan (1375 † 1414), senyor de Lesparre, de Blasimont, de Rauzan, de Pujols i de Cancon.
- Margarida, casada el 30 de novembre de 1415 amb Guillem II de Narbona o Guillem d'Arborea, antic jutge d'Arborea (fins a 1410) (mort a la batalla de Verneuil, el 14 d'agost de 1424), vescomte de Narbona (1397-1424)

El 1390, va aspirar al regne de Mallorca, però va ser vençut per les tropes de Joan el Caçador rei de Catalunya i Aragó, en una batalla lliurada prop de Navata. Joan III va conduir en endavant les accions militars al Rosselló. El 1391, va haver de marxar a Itàlia per tal d'ajudar a Carles Visconti, senyor de Parma i espòs de la seva germana, Beatriu d'Armanyac, que estava en conflicte amb el seu cosí Joan Galeàs Visconti, duc de Milà. Va aconseguir atreure a la participació en les campanyes a les Grans Companyies i per això va augmentar la seguretat de la població que vivia a França meridional.
Va morir a Alessandria, al Piemont. El va succeir el seu germà Bernat VII d'Armanyac, comte del Charolais.